# Chiniquodon
Genre
Espèces de rang inférieur
- † C. kalanoro Kammerer et al., 2010
- † C. omaruruensis Mocke, Gaetano & Abdala, 2020
- † C. sanjuanensis Martinez & Forster, 1996
- † C. theotonicus (type) von Huene, 1936

Synonymes
- Belesodon von Huene, 1936
- Probelesodon Romer, 1969

Chiniquodon est un genre éteint de cynodontes carnivores  appartenant à la famille également éteinte des Chiniquodontidae, ayant vécu durant le Trias supérieur dans ce qui sont actuellement l'Amérique du Sud (Argentine et Brésil) et l'Afrique (Namibie et Madagascar). Chiniquodon est étroitement lié au genre Aleodon, et proche de l'ascendance des mammifères.
Parmi les autres contemporains figurent les premiers dinosaures. Comme les deux groupes remplissaient une niche écologique similaire, des thérapsides prédateurs assez grands tels que Chiniquodon peuvent avoir été dépassés par les dinosaures.

## Listes d'espèces

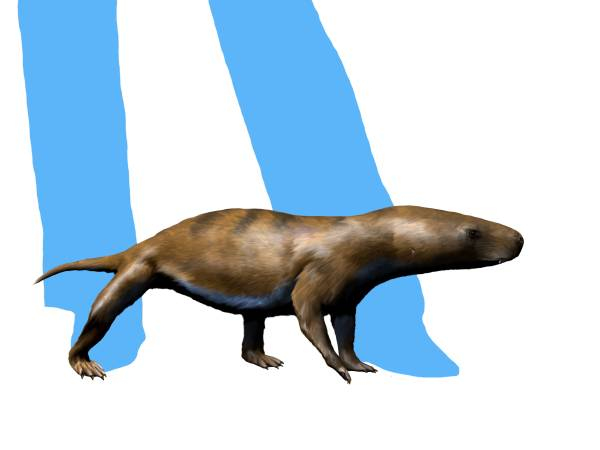
Reconstruction et comparaison en taille de C. theotonicus.

Chiniquodon theotonicus, l'espèce type du genre, provient de la formation de Santa Maria, au Brésil, et de la formation de Chañares (en), du bassin d'Ischigualasto-Villa Unión, situé au nord-ouest de l'Argentine. Cette espèce est connue à partir d'un certain nombre de crânes. L'holotype se trouve dans la collection paléontologique de l'université de Tübingen, en Allemagne.
Chiniquodon sanjuanensis provient du membre Cancha de Bochas de la formation d'Ischigualasto, bassin d'Ischigualasto-Villa Unión (en), nord-ouest de l'Argentine. Il a été à l'origine assigné au genre Probelesodon, mais a été réassigné à Chiniquodon en 2002. Il se différencie de C. theotonicus à cause de ses dents et de la forme de l'arcade zygomatique.
Chiniquodon kalanoro est originaire de la formation Isalo II (en), à Madagascar. Cette espèce n'est connue à partir d'une mandibule, catalogué UA 10607.
Chiniquodon omaruruensis provient de la formation d'Omingonde (en), en Namibie. Il est connu à partir d'un seul spécimen, catalogué GSN F315, constitué d'un crâne complet et de quelques parties du squelette postcrânien.